# Castanopsis fulva
Castanopsis fulva är en bokväxtart som beskrevs av James Sykes Gamble. Castanopsis fulva ingår i släktet Castanopsis och familjen bokväxter. Inga underarter finns listade.